# Coenosia baicalensis
Coenosia baicalensis este o specie de muște din genul Coenosia, familia Muscidae. A fost descrisă pentru prima dată de Johann Andreas Schnabl și Becker în anul 1926. Conform Catalogue of Life specia Coenosia baicalensis nu are subspecii cunoscute.